# (7115) Franciscuszeno
(7115) Franciscuszeno est un astéroïde de la ceinture principale.

## Description
(7115) Franciscuszeno est un astéroïde de la ceinture principale. Il fut découvert le 29 novembre 1986 à l'Observatoire Kleť par Antonín Mrkos. Il présente une orbite caractérisée par un demi-grand axe de 3,16 UA, une excentricité de 0,15 et une inclinaison de 4,3° par rapport à l'écliptique.

## Compléments